# Kirchenprovinz Catania
Die Kirchenprovinz Catania ist eine der fünf Kirchenprovinzen der Kirchenregion Sizilien der Römisch-Katholischen Kirche in Italien.

## Geografie
Die Kirchenprovinz erstreckt sich über die sizilianische Metropolitanstadt Catania.

## Gliederung
Zur Kirchenprovinz gehören folgende Bistümer:
- Erzbistum Catania
  - Bistum Acireale
  - Bistum Caltagirone